# Eugeni Bonet
Eugeni Bonet (Barcelona, 1954) es un escritor, curador y artista español. Toca diversas teclas en cine, vídeo y medios digitales como escritor, creador y artista. Entre sus realizaciones en cine y vídeo se encuentran 133 (1978-79) Duchamp (1986-87), Lecturas de Cirlot (1997-98), U-Session (2002) y un largometraje en 35mm, Tira tu reloj al agua (2004). Como creador, sus actividades más recientes incluyen el programa itinerante El cine calculado (1999 y 2001), la exposición Movimiento Aparente (Espai d'Art Contemporani de Castelló 2000), el área audiovisual de la exposición Comer o no Comer (Salamanca 2002) y el ciclo cinematográfico Próximamente en esta pantalla: El cine letrista, entre la discrepancia y la sublevación (2005). Desde el 2005 dirige un curso de postgrado en Videoarte y aplicaciones a las artes del espectáculo, para la Universidad Ramon Llull en colaboración con el MACBA.
El 2014 el MACBA le dedicó la exposición L'ull escolta (El ojo escucha).